# Backbone.js
Backbone.js est un framework JavaScript libre et open-source basé sur la bibliothèque Underscore.js (en).  Créé par Jeremy Ashkenas, il est particulièrement adapté aux applications web monopages.

## Utilisation
- AdRoll
- Bitbucket
- CloudApp
- Drumee

- delicious
- Foursquare
- Grooveshark
- Khan Academy
- redditJS
- Soundcloud
- Sprint.ly
- Trello
- OwnCloud